# ISTAF Berlin 2019
L'ISTAF Berlin 2019 è stata la 78ª edizione dell'annuale meeting di atletica leggera; le competizioni hanno avuto luogo all'Olympiastadion di Berlino, il 1º settembre 2019. Il meeting è stato la settima tappa del circuito World Challenge 2019.

## Risultati[1]

### Uomini
| Specialità             |                   | Prestazione | 2º classificato         | Prestazione | 3º classificato  | Prestazione |
| 100 m                  | Andre De Grasse   | 9"97        | Akani Simbine           | 9"99        | Tyquendo Tracey  | 10"06       |
| 1500 m                 | Joshua Thompson   | 3'35"01     | Jinson Johnson          | 3'35"24     | Cornelius Tuwei  | 3'35"34     |
| 110 m ostacoli         | Omar McLeod       | 13"07       | Pascal Martinot-Lagarde | 13"25       | Shane Brathwaite | 13"36       |
| 400 m ostacoli         | Luke Campbell     | 49"41       | Oskari Mörö             | 49"47       | Joshua Abuaku    | 49"64       |
| Salto in alto          | Mateusz Przybylko | 2,30 m      | Maksim Nedasekaŭ        | 2,28 m      | Dzmitryj Nabokaŭ | 2,28 m      |
| Salto con l'asta       | Armand Duplantis  | 5,80 m      | Sam Kendricks           | 5,80 m      | Piotr Lisek      | 5,70 m      |
| Lancio del disco       | Piotr Małachowski | 65,17 m     | Andrius Gudžius         | 64,51 m     | David Wrobel     | 63,43 m     |
| Lancio del giavellotto | Johannes Vetter   | 85,40 m     | Edis Matusevičius       | 85,10 m     | Andreas Hofmann  | 82,16 m     |

### Donne
| Specialità     |                       | Prestazione | 2º classificata     | Prestazione | 3º classificata             | Prestazione |
| 100 m          | Ewa Swoboda           | 11"07       | Asha Philip         | 11"10       | Liang Xiaojing              | 11"13       |
| 5000 m         | Daisy Jepkemei        | 14'51"72    | Norah Jeruto        | 14'51"73    | Eva Cherono                 | 14'57"30    |
| 2000 m siepi   | Gesa Felicitas Krause | 5'52"80     | Winfred Yavi        | 5'56"83     | Luiza Gega                  | 6'00"07     |
| 100 m ostacoli | Tobi Amusan           | 12"51       | Christina Clemons   | 12"69       | Nadine Visser               | 12"72       |
| Salto in lungo | Malaika Mihambo       | 6,99 m      | Elena Sokolova      | 6,65 m      | Anastasija Mirončyk-Ivanova | 6,63 m      |
| Salto triplo   | Shanieka Ricketts     | 14,63 m     | Patrícia Mamona     | 14,18 m     | Dovilė Kilty                | 14,15 m     |
| Getto del peso | Brittany Crew         | 19,28 m     | Christina Schwanitz | 18,62 m     | Jessica Ramsey              | 18,55 m     |